# پانداس (نرم‌افزار)
در برنامه‌نویسی رایانه، پانداس (انگلیسی: Pandas) یک کتابخانه نرم‌افزاری نوشته شده برای زبان برنامه‌نویسی پایتون برای دستکاری و تجزیه و تحلیل داده‌ها است. به‌طور خاص، پانداس ساختارها و عملیات برای دستکاری جداول و سری‌های زمانی را ارایه می‌دهد. پانداس نرم‌افزار آزاد است و تحت مجوز بی‌اس‌دی منتشر شده‌است. نامش برگرفته از عبارت داده‌های پانل در اقتصادسنجی است که برای مشاهدات مجموعه داده‌های دوره‌های زمانی چندگانه است که برای موارد یکسان را شامل می‌شوند.
این کتابخانه به دلیل داشتن ساختارهای داده‌ای مناسب برای تمیز کردن داده‌های خام (داده‌هایی که از منبع به دستِ کاربر می‌رسد) و ابزارهایی برای پر کردن داده‌های از دست رفته، به شدت میان دانشمندان داده محبوب شده‌است.
ساده‌ترین روش برای نصب pandas، استفاده از توزیع آناکوندا است. Anaconda توزیعی برای پایتون است، که شامل بیش از ۴۰۰ بسته محبوب برای ریاضیات، مهندسی، تجزیه و تحلیل داده‌ها و غیره می‌باشد. برای دانلود این توزیع به صفحه دانلود آن مراجعه کنید و مطابق سیستم عامل خود آن را دانلود و نصب کنید.
روش دیگر نصب pandas از طریق pip است. در خط فرمان عبارت زیر را وارد کنید:
```
pip
 
install
 
pandas

```

## امکانات کتابخانه
- ایجاد دیتافریم برای دستکاری داده‌ها با شاخص‌گذاری یکپارچه.
- ابزارهایی برای خواندن و نوشتن داده‌ها بین ساختارهای داده حافظه و فرمت‌های فایل مختلف.
- همترازی داده‌ها و مدیریت یکپارچه داده‌های از دست رفته.
- تغییرشکل و چرخش‌های مجموعه داده‌ها.
- برش توسط برچسب، نمایه فنسی، و خرد کردن داده‌های بزرگ.
- درج و حذف ستون ساختار داده.
- گروه‌بندی و اعمال عملیات ترکیبی بر روی مجموعه‌ای از داده‌ها
- ادغام و اتصال داده
- از نمایه‌سازی محوری سلسله مراتبی برای کار با داده‌های چند بعدی در ساختار داده‌های چند بعدی استفاده می‌کند.
- سری‌های زمانی - قابلیت: تولید محدوده زمانی و تبدیل فرکانس، آمار پنجره متحرک، رگرسیون خطی پنجره متحرک، تغییر تاریخ و عقب‌ماندگی.
- امکان فیلتراسیون یا پالایش داده را فراهم می‌کند.

بخش‌های اصلی این کتابخانه در زبان Cython یا زبان C نوشته شده‌است و به همین دلیل از نظر عملکرد کارایی بالایی دارد.

## تاریخچه
برای AQR Capital نیاز به عملکرد بالا، و انعطاف‌پذیری برای انجام تحلیل کمی (مالی) بر روی داده‌های مالی احساس می‌شد در نتیجه Wes McKinney در سال ۲۰۰۸ شروع به کار بر روی کتابخانه پانداس کرد و قبل از ترک AQR، او توانست مدیریت را متقاعد کند که به او اجازه دهد کتابخانه را به صورت آزاد ارائه دهد.
یکی دیگر از کارمندان AQR، چانگ او، در سال ۲۰۱۲ به عنوان دومین شرکت‌کننده اصلی در کتابخانه به این تلاش پیوست.
در سال ۲۰۱۵، پانداس تحت حمایت مالی مؤسسه خیریه غیرانتفاعی NumFOCUS در آمریکا قرار گرفت.